# Теорема Безу (алгебраическая геометрия)
Теорема Безу — утверждение в алгебраической геометрии, описывающее число общих точек, или точек пересечения, двух плоских алгебраических кривых, не имеющих общей компоненты (то есть не имеющих бесконечно много общих точек). Теорема утверждает, что число общих точек таких кривых не превосходит произведения их степеней, и имеет место равенство, если учитывать бесконечно удалённые точки и точки с комплексными координатами (или, более общо, с координатами из алгебраического замыкания основного поля), и если точки считаются с кратностями, равными индексам пересечения.
Теоремой Безу также называют обобщение на более высокие размерности: пусть имеется n однородных многочленов от n+1 переменной, степеней {\displaystyle d_{1},\ldots ,d_{n}}, которые задают n гиперповерхностей в проективном пространстве размерности n. Если число точек пересечения гиперповерхностей конечно над алгебраическим замыканием основного поля, то оно равно {\displaystyle d_{1}\cdots d_{n}} с учётом кратностей. Как и в случае кривых на плоскости, для аффинных гиперповерхностей, если не учитывать кратности и бесконечно удалённые точки, теорема предоставляет только верхнюю границу на число точек, которая часто достигается. Она известна как граница Безу.

## Строгая формулировка
Пусть X и Y — две плоские алгебраические кривые, определённые над полем F, которые не имеют общей компоненты (это условие означает, что X и Y определены многочленами, наибольший общий делитель которых является константой; в частности, это верно для двух «общих» кривых). Тогда общее число точек пересечения X и Y с координатами в алгебраически замкнутом поле E, содержащем F, подсчитанное с учётом кратностей, равно произведению степеней X и Y.
Обобщение на более высокие размерности может быть сформулировано следующим образом:
Пусть даны n проективных гиперповерхностей в проективном пространстве размерности n над алгебраически замкнутым полем, заданные n однородными многочленами от n + 1 переменной, степеней {\displaystyle d_{1},\ldots ,d_{n}.} Тогда либо число точек пересечения бесконечно, либо это число, подсчитанное с учётом кратностей, равно произведению {\displaystyle d_{1}\cdots d_{n}.} Если гиперповерхности неприводимы и находятся в общем положении, то имеется {\displaystyle d_{1}\cdots d_{n}} точек пересечения, все с кратностью 1.

## История
Теорема Безу была, по существу, сформулирована Исааком Ньютоном в его доказательстве 28-й леммы первого тома его Начал в 1687 году, где он утверждает, что число точек пересечения двух кривых задаётся произведением их степеней. Эта теорема была позднее опубликована Этьеном Безу в 1779 году в его Théorie générale des équations algébriques. Безу, который не имел в своём распоряжении современных алгебраических обозначений уравнений от нескольких переменных, дал доказательство, основанное на манипуляциях с громоздкими алгебраическими выражениями. С современной точки зрения, подход Безу был довольно эвристическим, так как он не сформулировал точные условия, в которых теорема имеет место. Это привело к чувству, выраженному некоторыми авторами, что его доказательство не было корректным и не было первым доказательством этого факта.

## Индекс пересечения
Наиболее деликатная часть теоремы Безу и её обобщения на случай k алгебраических гиперповерхностей в k-мерном проективном пространстве — это процедура сопоставления точкам пересечения правильных кратностей. Если P — общая точка двух плоских алгебраических кривых X и Y, которая является неособой точкой обоих из них, причём касательные X и Y в точке P различны, то индекс пересечения равен 1. Это соответствует случаю «трансверсального пересечения». Если кривые X и Y имеют общую касательную в точке P, то кратность равна как минимум 2. См. индекс пересечения для общего определения.

## Примеры
- Две различные непараллельные прямые (лежащие в одной плоскости) всегда пересекаются ровно в одной точке. Две параллельные прямые пересекаются в единственной бесконечно удалённой точке. Чтобы увидеть, как это работает алгебраически, в проективном пространстве прямые x+2y=3 и x+2y=5 задаются однородными уравнениями x+2y-3z=0 и x+2y-5z=0. Решая эту систему уравнений, получаем x= −2y и z=0, что соответствует точке (-2:1:0) в однородных координатах. Так как координата z равна 0, эта точка лежит на бесконечно удалённой прямой.
- Частный случай, когда одна из кривых является прямой, может быть выведен из основной теоремы алгебры. В этом случае теоремы утверждает, что алгебраическая кривая степени n пересекает данную прямую в n точках, подсчитанных с учётом кратностей. Например, парабола, заданная уравнением y − x2 = 0, имеет степень 2; прямая y − ax = 0 имеет степень 1, и они пересекаются ровно в двух точках, если a ≠ 0, и касаются в начале координат (пересекаются с кратностью два), если a = 0.
- Два конических сечения пересекаются в общем случае в 4 точках, некоторые из которых могут совпадать. Чтобы правильно подсчитать все точки пересечения, может потребоваться ввести комплексные координаты и учесть точки, лежащие на бесконечно удалённой прямой в проективной плоскости. Например:

- Две окружности никогда не пересекаются более чем в двух точках на плоскости, тогда как теорема Безу предсказывает четыре. Несоответствие возникает из-за того, что любая окружность проходит через две фиксированные комплексные бесконечно удалённые точки. Записывая окружность

{\displaystyle (x-a)^{2}+(y-b)^{2}=r^{2}}
в однородных координатах, мы получаем
{\displaystyle (x-az)^{2}+(y-bz)^{2}-r^{2}z^{2}=0,}
откуда видно, что две точки (1:i:0) и (1:-i:0) лежат на любой окружности. Когда две окружности не пересекаются в вещественной плоскости, две другие точки пересечения имеют ненулевые мнимые части, или если окружности концентрические, то они пересекаются в двух бесконечно удалённых точках с кратностью два.
- Любая коника, согласно теореме, должна пересекать бесконечно удалённую прямую в двух точках. Гипербола пересекает её в двух вещественных точках, соответствующих двум направлениям асимптот. Эллипс пересекает её в двух комплексно сопряжённых комплексных точках — в случае окружности, в точках (1:i:0) и (1:-i:0). Парабола пересекает её только в одной точке, но это точка касания, и поэтому она считается дважды.

## Набросок доказательства
Запишем уравнения для X и Y в однородных координатах как
{\displaystyle a_{0}z^{m}+a_{1}z^{m-1}+\dots +a_{m-1}z+a_{m}=0}
{\displaystyle b_{0}z^{n}+b_{1}z^{n-1}+\dots +b_{n-1}z+b_{n}=0}
где ai и bi — однородные многочлены степени i от x и y. Точки пересечения X и Y соответствуют решениям этой системы уравнений. Сформируем матрицу Сильвестра; в случае m=4, n=3 это
{\displaystyle S={\begin{pmatrix}a_{0}&a_{1}&a_{2}&a_{3}&a_{4}&0&0\\0&a_{0}&a_{1}&a_{2}&a_{3}&a_{4}&0\\0&0&a_{0}&a_{1}&a_{2}&a_{3}&a_{4}\\b_{0}&b_{1}&b_{2}&b_{3}&0&0&0\\0&b_{0}&b_{1}&b_{2}&b_{3}&0&0\\0&0&b_{0}&b_{1}&b_{2}&b_{3}&0\\0&0&0&b_{0}&b_{1}&b_{2}&b_{3}\\\end{pmatrix}}.}
Определитель |S| матрицы S, который также называется результантом двух многочленов, равен 0 в точности тогда, когда два уравнения имеют общее решение при данном z. Определитель |S| является однородным многочленом от x и y и одно из его слагаемых есть (a0)n(bn)m, поэтому определитель имеет степень mn. По основной теореме алгебры он может быть разложен на mn линейных множителей, так что имеется mn решений системы уравнений. Линейные множители соответствуют прямым, соединяющим начало координат с точками пересечения.